# 117997 Irazú
117997 Irazú è un asteroide della fascia principale. Scoperto nel 1973, presenta un'orbita caratterizzata da un semiasse maggiore pari a 1,9283139 au e da un'eccentricità di 0,1130026, inclinata di 19,29441° rispetto all'eclittica.
L'asteroide era stato inizialmente battezzato 117997 Irazu per poi essere corretto nella denominazione attuale.
L'asteroide è dedicato all'omonimo vulcano della Costa Rica.